# Jorge Vieira
Pour les articles homonymes, voir Vieira.
Jorge Gomes Vieira est un footballeur portugais né le 23 novembre 1898 à Lisbonne et mort le 6 août 1986. Il évoluait au poste de défenseur.
Il a joué au Sporting Clube de Portugal et en équipe du Portugal.

## Carrière
- 1922–1928 : Sporting Portugal

## Sélections
- Sélectionné à 17 reprises en équipe du Portugal de 1921 à 1928.